# Carlos Boozer
Pour les articles homonymes, voir Boozer.
Carlos Austin Boozer, Jr (né le 20 novembre 1981 à Aschaffenbourg, Allemagne de l'Ouest) est un basketteur américain évoluant en NBA au poste d'ailier fort.

## Biographie
Après deux saisons en NCAA sous le maillot des Blue Devils de Duke, il est drafté au second tour à la 35e position de la draft de 2002 par les Cavaliers de Cleveland, où il jouera pendant deux saisons.
Au cours de l'été 2004, il est unrestricted free agent et signe au Jazz de l'Utah un contrat de 68 millions de $ sur 6 ans. Durant sa carrière à Salt Lake City, il joue notamment aux côtés de Deron Williams, C. J. Miles, Ronnie Brewer, Andreï Kirilenko, Paul Millsap et Mehmet Okur sous les ordres de Jerry Sloan avec qui il atteindra 4 fois les playoffs et même les finales de conférence en 2007, année où il est candidat au titre de NBA Most Improved Player et est sélectionné pour son premier All Star Game.
La saison 2007-2008 lui vaut son premier match des étoiles, le joueur n'ayant pas pu y participer l'année précédente pour cause de blessure, et sa première sélection dans le All-NBA Third Team.
Il s'engage le 7 juillet 2010 pour cinq ans et 80 millions de dollars avec les Bulls de Chicago. Il se blesse en début de saison, ce qui le prive des parquets jusqu'au mois de décembre.
Lors de la saison 2013-2014, il affiche un niveau en dessous des attentes.
Lors de l'été 2014, il est finalement amnistié par les Bulls. Deux jours plus tard, le 17 juillet, il rejoint les Lakers de Los Angeles.

## Clubs
- 2002-2004 :  Cavaliers de Cleveland.
- 2004-2010 :  Jazz de l'Utah.
- 2010-2014 :  Bulls de Chicago.
- 2014-2015 :  Lakers de Los Angeles.

## Statistiques en carrière

### Universitaires
Les statistiques en matchs universitaires de Carlos Boozer sont les suivants :
| Année     | Équipe | Matches | Titul. | Min./m. | %tir | %3pts | %l-f | rbds/m. | pass/m. | int/m. | ctr/m. | pts/m. |
| --------- | ------ | ------- | ------ | ------- | ---- | ----- | ---- | ------- | ------- | ------ | ------ | ------ |
| 1999-2000 | Duke   | 34      |        | 23,7    | 61,4 |       | 74,2 | 6,3     | 1,1     | 1,1    | 0,7    | 13,0   |
| 2000-2001 | Duke   | 32      |        | 25,6    | 60,4 |       | 71,9 | 6,5     | 1,3     | 0,9    | 0,9    | 13,3   |
| 2001-2002 | Duke   | 35      |        | 28,4    | 66,5 | 0,0   | 75,4 | 8,7     | 1,1     | 0,9    | 0,6    | 18,2   |
| Total     |        | 101     |        | 25,9    | 63,1 | 0,0   | 74,1 | 7,2     | 1,1     | 1,0    | 0,7    | 14,9   |

### Saison régulière
Statistiques en match en saison régulière de Carlos Boozer
| Année         | Équipe    | Matches | Titul. | Min./m. | %tir | %3pts | %l-f | rbds/m. | pass/m. | int/m. | ctr/m. | pts/m. |
| ------------- | --------- | ------- | ------ | ------- | ---- | ----- | ---- | ------- | ------- | ------ | ------ | ------ |
| 2002–03       | Cleveland | 81      | 54     | 25,3    | 53,6 | 0,0   | 77,1 | 7,5     | 1,3     | 0,7    | 0,6    | 10,0   |
| 2003–04       | Cleveland | 75      | 75     | 34,6    | 52,3 | 16,7  | 76,8 | 11,4    | 2,0     | 1,0    | 0,7    | 15,5   |
| 2004–05       | Utah      | 51      | 51     | 34,7    | 52,1 | 0,0   | 69,8 | 9,0     | 2,8     | 0,8    | 0,5    | 17,8   |
| 2005–06       | Utah      | 33      | 19     | 31,1    | 54,9 | 0,0   | 72,3 | 8,6     | 2,7     | 0,9    | 0,2    | 16,3   |
| 2006–07       | Utah      | 74      | 74     | 34,6    | 56,1 | 0,0   | 68,5 | 11,7    | 3,0     | 0,9    | 0,3    | 20,9   |
| 2007–08       | Utah      | 81      | 81     | 34,9    | 54,7 | 0,0   | 73,8 | 10,4    | 2,9     | 1,2    | 0,5    | 21,1   |
| 2008-09       | Utah      | 37      | 37     | 32,4    | 49,0 | 0,0   | 69,8 | 10,4    | 2,1     | 1,1    | 0,2    | 16,2   |
| 2009-10       | Utah      | 78      | 78     | 34,3    | 56,2 | 0,0   | 74,2 | 11,2    | 3,2     | 1,1    | 0,5    | 19,5   |
| 2010-11       | Chicago   | 59      | 59     | 31,9    | 51,0 | 0,0   | 70,1 | 9,6     | 2,5     | 0,8    | 0,3    | 17,5   |
| 2011-12*      | Chicago   | 66      | 66     | 29,5    | 53,2 | 0,0   | 69,3 | 8,5     | 1,9     | 1,0    | 0,4    | 15,0   |
| 2012-13       | Chicago   | 79      | 79     | 32,2    | 47,7 | 0,0   | 73,1 | 9,8     | 2,3     | 0,8    | 0,4    | 16,2   |
| 2013-14       | Chicago   | 76      | 76     | 28,2    | 45,6 | 0,0   | 76,7 | 8,3     | 1,6     | 0,7    | 0,3    | 13,7   |
| Carrière      |           | 790     | 749    | 31,9    | 52,3 | 7,1   | 72,7 | 9,8     | 2,3     | 0,9    | 0,4    | 16,6   |
| All-Star Game |           | 1       | 0      | 18,0    | 46,7 | 0,0   | 0,0  | 10,0    | 0,0     | 0,0    | 0,0    | 14,0   |

Note: * Cette saison a été réduite de 82 à 66 matchs en raison du lock-out

Dernière modification le 16 avril 2014

### Playoffs
Statistiques en match en Playoffs de Carlos Boozer
| Année    | Équipe  | Matches | Titul. | Min./m. | %tir | %3pts | %l-f | rbds/m. | pass/m. | int/m. | ctr/m. | pts/m. |
| -------- | ------- | ------- | ------ | ------- | ---- | ----- | ---- | ------- | ------- | ------ | ------ | ------ |
| 2007     | Utah    | 17      | 17     | 38,5    | 53,6 | 0,0   | 73,8 | 12,2    | 2,9     | 1,0    | 0,3    | 23,5   |
| 2008     | Utah    | 12      | 12     | 36,8    | 41,5 | 0,0   | 71,4 | 12,3    | 2,8     | 0,5    | 0,2    | 16,0   |
| 2009     | Utah    | 5       | 5      | 37,2    | 52,8 | 0,0   | 77,1 | 13,2    | 2,2     | 1,6    | 0,4    | 20,6   |
| 2010     | Utah    | 10      | 10     | 40,2    | 53,0 | 0,0   | 53,4 | 13,2    | 3,0     | 0,4    | 0,7    | 19,7   |
| 2011     | Chicago | 16      | 16     | 31,7    | 43,3 | 0,0   | 80,0 | 9,7     | 1,8     | 0,6    | 0,4    | 12,6   |
| 2012     | Chicago | 6       | 6      | 33,3    | 42,2 | 0,0   | 71,4 | 9,8     | 3,0     | 0,8    | 0,3    | 13,5   |
| 2013     | Chicago | 12      | 12     | 35,9    | 49,4 | 0,0   | 68,9 | 9,6     | 1,5     | 0,8    | 0,1    | 16,4   |
| 2014     | Chicago | 5       | 5      | 24,2    | 42,6 | 0,0   | 88,9 | 7,8     | 1,0     | 0,2    | 0,0    | 9,6    |
| Carrière |         | 83      | 83     | 35,4    | 48,3 | 0,0   | 72,6 | 11,1    | 2,3     | 0,7    | 0,3    | 17,1   |

## Records personnels sur une rencontre en NBA
Les records personnels de Carlos Boozer, officiellement recensés par la NBA sont les suivants :
| Type de statistique        | Saison régulière | Saison régulière            | Saison régulière | Playoffs | Playoffs                 | Playoffs      |
| Type de statistique        | Record           | Adversaire                  | Date             | Record   | Adversaire               | Date          |
| -------------------------- | ---------------- | --------------------------- | ---------------- | -------- | ------------------------ | ------------- |
| Points                     | 41               | 2 fois                      |                  | 41       | @ Rockets de Houston     | 23 avril 2007 |
| Paniers marqués            | 18               | Grizzlies de Memphis        | 24 janvier 2007  | 17       | @ Rockets de Houston     | 23 avril 2007 |
| Paniers tentés             | 26               | 2 fois                      |                  | 30       | @ Rockets de Houston     | 23 avril 2007 |
| Paniers à 3 points réussis | 1                | Pacers de l'Indiana         | 30 décembre 2003 |          |                          |               |
| Paniers à 3 points tentés  | 2                | 2 fois                      |                  | 1        | 2 fois                   |               |
| Lancers francs réussis     | 16               | @ Timberwolves du Minnesota | 26 février 2008  | 12       | Warriors de Golden State | 9 mai 2007    |
| Lancers francs tentés      | 18               | @ Timberwolves du Minnesota | 26 février 2008  | 14       | Warriors de Golden State | 9 mai 2007    |
| Rebonds offensifs          | 8                | 6 fois                      |                  | 10       | Warriors de Golden State | 7 mai 2007    |
| Rebonds défensifs          | 17               | 3 fois                      |                  | 18       | Nuggets de Denver        | 30 avril 2010 |
| Rebonds totaux             | 23               | @ Trail Blazers de Portland | 21 février 2010  | 22       | Lakers de Los Angeles    | 23 avril 2009 |
| Passes décisives           | 10               | @ SuperSonics de Seattle    | 13 février 2008  | 6        | 2 fois                   |               |
| Interceptions              | 5                | 3 fois                      |                  | 3        | 5 fois                   |               |
| Contres                    | 4                | @ Kings de Sacramento       | 29 octobre 2003  | 3        | @ Nuggets de Denver      | 17 avril 2010 |
| Balles perdues             | 9                | @ Spurs de San Antonio      | 7 décembre 2007  | 7        | Lakers de Los Angeles    | 4 mai 2008    |
| Minutes jouées             | 47               | 4 fois                      |                  | 50       | Nets de Brooklyn         | 27 avril 2013 |

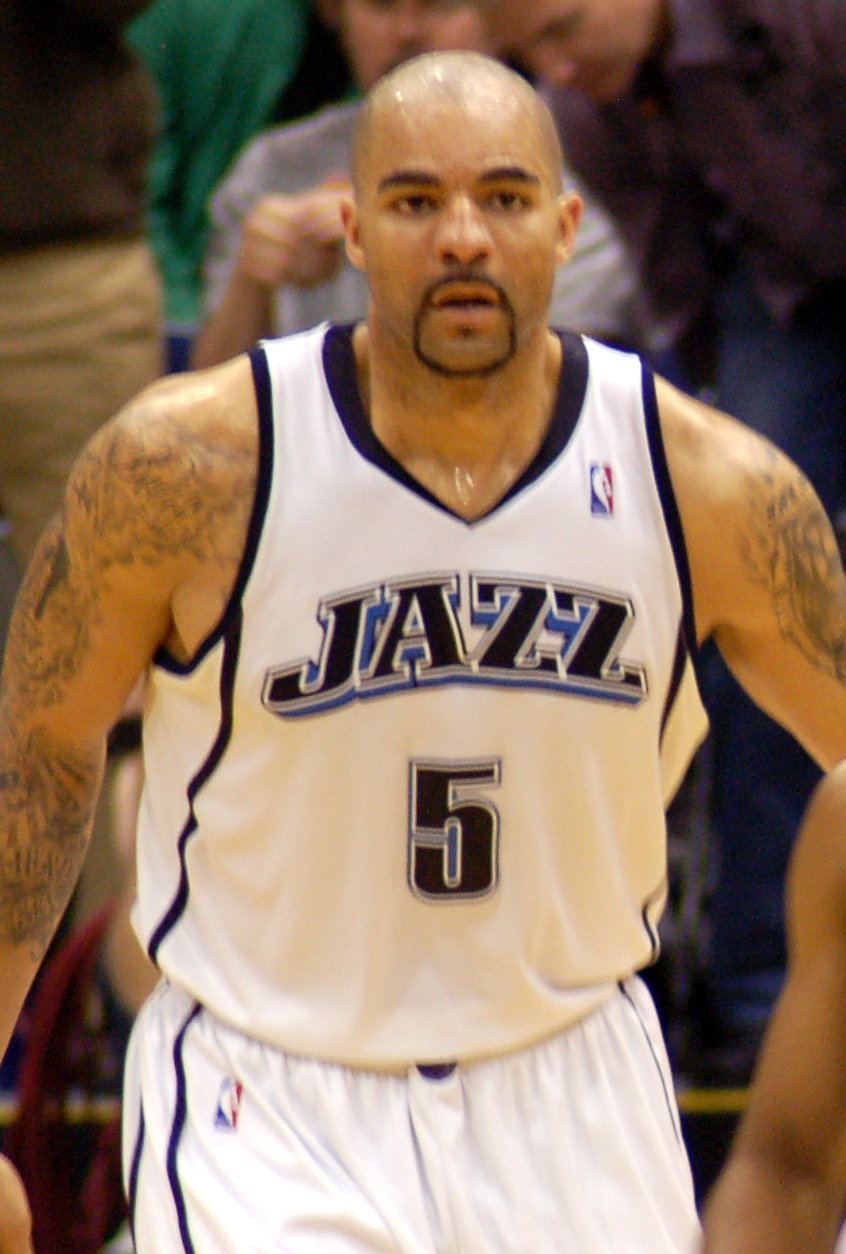
Boozer en mars 2008.

- Double-double : 448 (dont 49 en playoffs et 8 sur la saison en cours) (au 01/02/2015)
- Triple-double : 1

## Palmarès

### Universitaire
- Champion NCAA en 2001 avec les Blue Devils de Duke.

### En sélection nationale
- Médaillé de bronze aux Jeux olympiques d'été de 2004.
- Médaillé d'or aux Jeux olympiques d'été de 2008.

### En franchise
- Champion de la Division Centrale en 2011 et 2012 avec les Bulls de Chicago.

### Distinctions personnelles
- All-Rookie Second Team en 2003.
- 2 sélections au NBA All-Star Game en 2007 (blessé) et 2008.
- All-NBA Third Team en 2008.

## Salaires
| Année       | Équipe                 | Salaire       |
| ----------- | ---------------------- | ------------- |
| 2002-2003   | Cavaliers de Cleveland | 349 458 $     |
| 2003-2004   | Cavaliers de Cleveland | 563 679 $     |
| 2004-2005   | Jazz de l'Utah         | 10 967 500 $  |
| 2005-2006   | Jazz de l'Utah         | 11 593 816 $  |
| 2006-2007   | Jazz de l'Utah         | 11 260 483 $  |
| 2007-2008   | Jazz de l'Utah         | 11 260 483 $  |
| 2008-2009   | Jazz de l'Utah         | 11 593 817 $  |
| 2009-2010   | Jazz de l'Utah         | 13 520 500 $  |
| 2010-2011   | Bulls de Chicago       | 14 400 000 $  |
| 2011-2012*  | Bulls de Chicago       | 13 500 000 $  |
| 2012-2013   | Bulls de Chicago       | 15 000 000 $  |
| 2013-2014   | Bulls de Chicago       | 15 300 000 $  |
| Total Gains |                        | 129 309 736 $ |
| 2014-2015   | Bulls de Chicago       | 16 800 000 $  |
| 2014-2015   | Lakers de Los Angeles  | 3 250 000 $   |

Note : * En 2011, le salaire moyen d'un joueur évoluant en NBA est de 5 150 000 $.